# 高贵野蛮人
|                   | 我们之所以称他们为野蛮人，是因为他们的习俗和我们的不同。我们认为，我们的习俗是文明的。他们也会有同样的想法。 |
| ——本杰明·富兰克林 | |

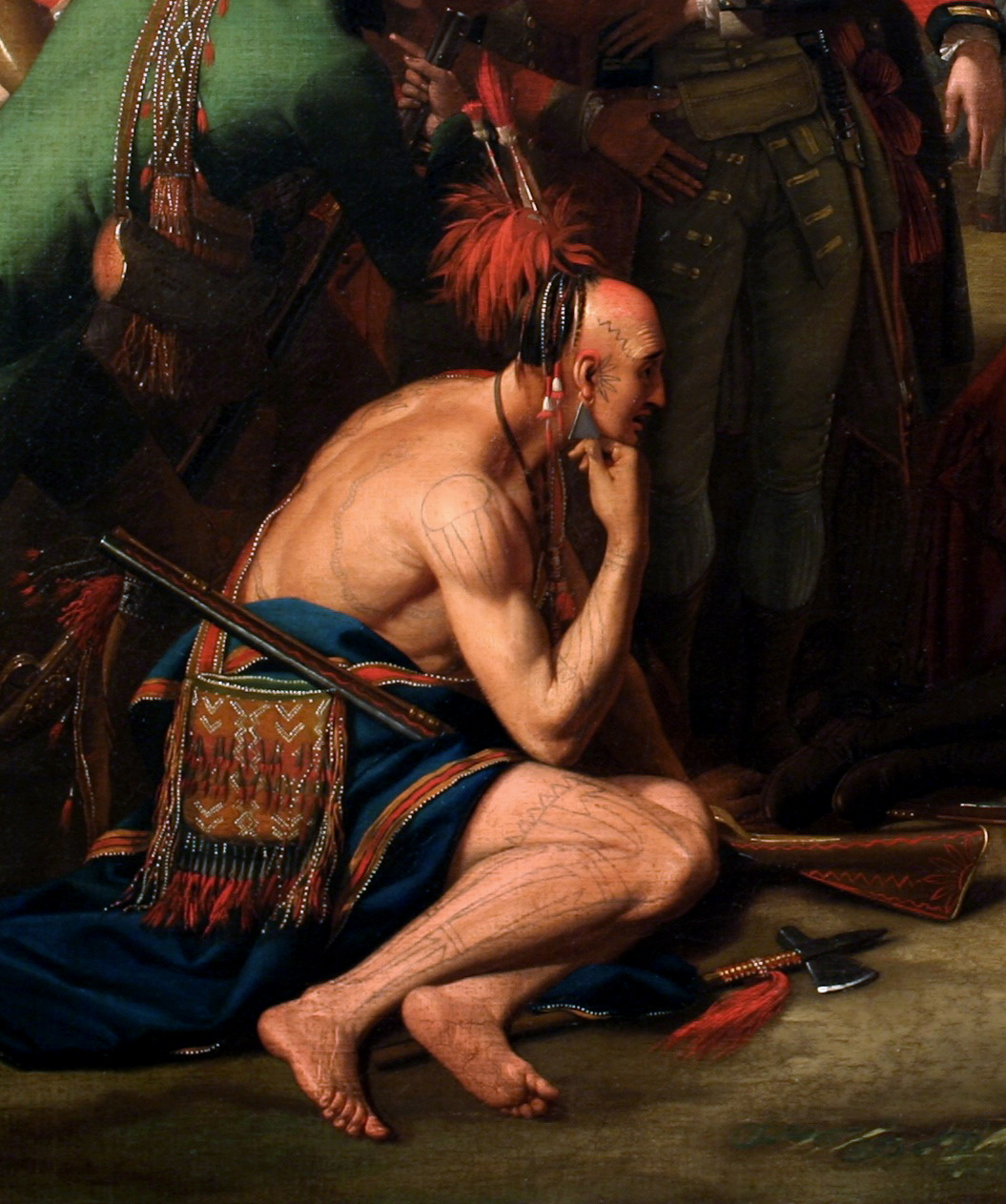
本杰明·韦斯特新古典主义历史画作沃尔夫将军之死（The Death of General Wolfe，局部），描绘了理想化的美洲土著。

高贵野蛮人（英语：Noble savage，法语：Bon sauvage），是一种理想化的土著、外族或他者，尚未被文明「汙染」，因此代表著人類天生的良善，也是一种文学著作中的定型角色。
这个词，在英语世界里面，第一次出现在约翰·德莱顿的英雄詩劇（Heroic drama）征服格拉纳达（The Conquest of Granada，1672年）中，剧中，一名伪装为西班牙穆斯林的基督教亲王，自称为高贵野蛮人。不过，这个词后来成为了对感伤主义（Sentimentalism）中的“天生绅士”（Nature's gentleman）的称呼。1851年后，这个词成为了修辞手法中的矛盾语。企图切断自己和18世纪“阴柔”的感伤主义和19世纪浪漫的原始主义（Primitivism）的联系的查尔斯·狄更斯就有一篇杂文，是以“高贵野蛮人”为题的。